# 田中末広
田中 末広（たなか すえひろ、生年不詳 - 天文22年8月2日（1553年9月9日））は戦国時代の武将。父：田中義元、子：田中義綱、田中義忠。通称は彦次郎、五郎右衛門。
松平信忠・松平清康・松平広忠の三代に仕えた三河武士。天文4年（1535年）徳川家・松平家の菩提寺である大樹寺の塔修造の際、奉行としてこれを執り仕切った。天文22年（1553年）8月2日没。法名は道授。菅生村の満性寺に葬られ、以後、田中義忠の代まで満性寺を菩提寺とする。